# Maraga
Maraga (perz. مراغه, ili Marage; azer. Marağa) je grad u sjeverozapadnom Iranu odnosno pokrajini Istočni Azarbajdžan. Smješten je 30 km istočno od jezera Urmije odnosno na južnim padinama Sahanda, u uskoj dolini kroz koju protječe rijeka Safičaj. Maraga je okružena gradskim zidinama koja su oštećena na više mjesta, a pristupa joj se kroz četiri gradska vrata. U gradu se nalaze i dva dobro očuvana mosta za koje predaja govori da ih je dao izgraditi Hulagu-han (1217. – 1265.), koji je Maragu učinio prijestolnicom Ilkanata. Ubrzo nakon toga je postao i sjedište istočnog (nestorijanskog) patrijarha Mar Džabalahe III. Oko grada postoje brojni vinogradi i voćnjaci, kao i kanali koji vode od rijeke zahvaljujući kojima je šire područje Marage važan proizvođač voća. Brežuljci zapadno od grada se sastoje od pješčenjaka s pojedinim naslagama bazalta. U gradu se nalazi i znameniti pogrebni toranj Gonbadi Kabud („Plavi toranj”) koji je ukrašen posebnim sustavom slaganih pločica poznatih kao Penroseovo popločenje. Grad je poznat i po mramoru (u Iranu poznat kao „Maragin mramor”) i sadri čija su nalazišta smještena u selu Daškasan kraj Azaršahera, oko 50 km sjeverozapadno od Marage. Naslage iz kasnog miocena daju bogata nalazišta kralježnjačkih fosila za europske i sjevernoameričke muzeje. Međunarodni tim paleontologa ponovno je otvorio fosilno nalazište 2008. godine. Prema iranskom popisu stanovništva iz 2006. godine grad je imao 151.486 stanovnika od čega su većina Azeri.

## Vanjske poveznice
- (perz.) Službene stranice grada Marage  Arhivirana inačica izvorne stranice od 30. prosinca 2010. (Wayback Machine)

Ostali projekti
|  | Zajednički poslužitelj ima stranicu o temi Maraga    |
|  | Zajednički poslužitelj ima još gradiva o temi Maraga |